# Begstvo iz Takova
Bekstvo iz Tarkova (eng. Escape from Tarkov) je indi, masovna multiplajer onlajn (MMO), video igra pucača iz prve perspektive (eng. first person shooter FPS) koji je razvio Ruski studio Battlestate Games za puštanje u operativni Sistem Windows. Postavljen je u izmišljenom regionu Norvinsk na severozapadu Rusije, gde se vodi rat izmedju dve privatne vojne kompanije (UNITED SECURITY i BEAR) zbog političkog skandala u vezi sa "posebnom ekonomskom zonom" tog područja. Igrač je zadužen da pobegne iz grada Tarkova bilo pridruživanjem nekoj od privatnih vojnih kompanija ili pokušavajući da nabavi dragocenu pljačku iz zapečaćenih područja. Zatvorena alfa igre prvi put je bila dostupna odabranim korisnicima 4. avgusta 2016. godine nakon čega je zatvorena beta verzija izašla u julu 2017. godine. 

## Igranje
Kreatori igre Escape from Tarkov označavaju igru kao realističnu i hardkor pucačinu prvog lica uloga video-igre koja pozajmljuje elemente iz masovno multiplajer onlajn igara. U svom trenutnom stanju, Escape from Tarkov uključuje nekoliko modova za igrače: Onlajn PMC racije, SCAV racije (skraćeno za Scavenger ili Lešinari) i privremeni način rada van mreže.U tim napadima, igrači mogu da odluče da igraju sami ili da idu u grupama i da se stvore na jednoj lokaciji na strani raznih mapa koje mogu da biraju u igri. Jednom kada su stvoreni na mapi igre, igrači dobijaju ekstrakcionu tačku na drugoj strani mape, i moraju se boriti protiv drugih igrača i skenirati likove koji nisu igrači (NPC - Non-playable Character) da bi došli do te tačke kako bi uspeli da pobegnu. Pored borbe igrači mogu naći opremu na ovim mapama kao što su vatrena oružija, panciri, i druge dragocene stvari. Kada se ekstraktuju sa mape, ta oprema se može staviti u svoje skladište, kako bi se mogla koristiti u budućim racijama ili se može prodati na globalnom tržištu gde drugi igrači mogu kupiti tu opremu. Kada igrači umru u naletu, izgube sve, uključujući opremu koju su uneli u taj napad sa sobom. Igrači mogu osigurati oružje i opremu koju su uneli kako bi povećali šanse za vraćanje opreme ako opremu ne preuzmu drugi igrači. Kao što je već pomenuto, igrači mogu da igraju i kao lešinar (scav) u napadu, gde se igračima daje nasumično učitavanje koje mogu koristiti i ne gubiti ništa od svog zastoja kada umiru kao lešinar, čineći način rada lešinara kao izvor učenja u igri. Ako igrač umre kao lešinar, postoji tajmer za zaustavljanje sve dok režim za moderanje igrača ponovo ne bude dostupan. Iako nisu u napadu, igrači mogu prodati svoj plen trgovcima koje igra pruža. Ovi trgovci mogu pružiti različite zadatke koje igrači mogu da ispune kako bi povećali lojalnost svojih trgovca kako bi dobili pristup većem broju stvari koje se mogu kupiti od trgovca i više zadataka. Igrači takodje mogu da nasele i nadograde životni prostor zvan "skrivačnica" koji predstavlja podzemno sklonište bombi, koje jednom nadograđeno potrebnim materijalima i igračima davao bonuse u igri. Ti bonusi uključuju i smanjivanje vremena za ohlađivanje da bi se igralo kao lešinar.

## Borba
Bekstvo iz Tarkova ima borbu koja bi se mogla opisati kao tvrda i realistična. Igrač ima potencijalni pristup raznim „streljištima“. u rasponu od AR-ova, SMG-a, pušaka, snajperskih pušaka, itd. Sva ova oružja, pored drugih streljačkih igara, efikasna su u različitim dometima, zavisno od nekoliko promenljivih kao što su položaj igrača i udaljenost od neprijatelja. Učinkovitost i funkcionalnost oružja u velikoj meri zavise od dodataka i modova koje igrač instalira na oružje, kao što su nišani i dodaci za cijev. Glavna razlika između borbe u Escape from Tarkov i drugih FPS igara je u načinu na koji se šteta podnosi. Umesto standardne zdravstvene trake, igrači oštećuju različita područja i udove tela. U zavisnosti od tipa oružja i nanetog oštećenja, na udove igrača mogu se primeniti različiti statusni efekti koji drastično utiču na kretanje i funkcionisanje računara, poput lomova i krvarenja. Oštećenja se mogu efikasno izbeći u zavisnosti od kretanja i brzine igrača. Blindirani oklop može zaštititi određene delove tela, a nagnuta mehanika može omogućiti igraču da smanji vidljiv hit-box za neprijatelja. Posmatrači smatraju da su Bekstvo iz Tarkova borbe slično onima u ARMA Bohemia Interactive-a.

## Podešavanje
Bekstvo iz Tarkova smešteno je u izmišljenom gradu Tarkov, glavnom gradu Specijalne ekonomske zone Norvinsk na severozapadu Rusije između 2015. i 2026.  Politički skandali i kolaps korupcije rezultovali su društvenim padom Tarkova, a zaraćene frakcije pretvorile su grad u ljušturu samog sebe, a delovi grada bili su pod kontrolom agresivnih meštana zvanih "skavsi". Od marta 2020., igrači mogu igrati na preko sedam lokacija: Fabrika, Carina, Šuma, Obala, Razmena, Lab i rezervat. Ulice Tarkova od marta 2020. godine su u fazi razvoja i planira se da postane sledeća lokacija u igri. U igri bi postojala opcija besplatnog gostovanja koja bi objedinila sve lokacije u jednu, pružajući iskustvo u otvorenom svetu igračima bekstva iz Tarkova.

## Fakcije
Postoje dve frakcije PMC-a koje igrači mogu izabrati u igri: United Security (USEC), zapadna kompanija koju je angažovala korporacija poznata kao TerraGroup za prikrivanje ilegalnih aktivnosti kompanije, i BEAR, kompanija koju je stvorila ruska vlada da istraži ove aktivnosti. Planirano je da svaka frakcija ima svoje prednosti u igri, kao i jedinstvena kozmetika. Na primer, igrači sa sedištem u USEC-u bi se specijalizirali za vatreno oružje i laki oklop sa sedištem u NATO-u, dok bi se igrači BEAR-a specijalizirali za rusko vatreno oružje i teški oklop.
Druga frakcija koja se takođe može igrati i funkcioniše kao NPC frakcija su Scavs, 
u agresivni meštani Tarkova koji su neprijateljski raspoloženi i prema BEAR-u i prema USEC-u. Postoji e Scav Raiders i Scav Bosses, NPCev  koji imaju bolju opremu od uobičajenih Scavv-oaI imaju različito ponašanje veštačke inteligencije i svaki se specijalizovao za određenu lokaciju u Tarkovu.

## Razviće igre
Bekstvo iz Tarkova počelo je sa razvojem 2012. godine. I „Bekstvo iz Tarkova“ i „Ugovorni ratovi“ postavljeni su u onome što programeri nazivaju univerzumom Rusija-2028. Bujanov je izjavio da su neki njegovi zaposlenici takođe imali vojnog iskustva u stvarnom svetu, a jedan od njih je bivši operater Spetsnaza.

## Izdanje
Programeri su izjavili da će Escape from Tarkov biti tradicionalno potpuno izdanje za kupovinu bez ikakvih elemenata za besplatno igranje ili mikrotransakcije. Postoji mogućnost izdanja na Steamu negde nakon službenog izdanja igre. Takođe postoje planovi za preuzimanje sadržaja u budućnosti.  Verzija igre sa ranim pristupom objavljena je u četiri izdanja, pri čemu poslednje ima više opreme i veće zalihe za plejer koje može koristiti od prethodne: Standard Edition, Left Behind Edition, Priprema za Escape Edition i Edge of Darkness Limited Edition.
Escape from Tarkov lansiran je kao zatvorena alfa igra koja je prvi put dostupna korisnicima 4 avgusta 2016. Battlestate Games je zatim najavio da će igra 28. decembra 2016. Preći u svoju proširenu alfa fazu, koja će biti dostupna odabranim korisnicima koji su predbilježili igru.  Ovo je faza u kojoj je Battlestate objavio igru u četiri nivoa unapred naručivanja, a izdanje Edge of Darkness garantuje igračima pristup alfa verziji. Svi igrači koji su imali pristup bili su podložni sporazumu o neotkrivanju podataka (NDA) i video pokrivenost igranja putem striminga bilo je ograničeno na nekoliko izabranih igrača do 24. marta 2017, kada je NDA ukinuta.
Igra je 28. jula 2017. ušla u zatvorenu beta verziju i postala dostupna svim igračima bez obzira na to koje je izdanje predbilježbe kupljeno. Od maja 2020. godine Escape from Tarkov još uvek je u beta fazi.

## Kontroverze
Games optužen je za zloupotrebu IouTube-ovog DMCA sistema za uklanjanje negativnih video zapisa Escape-a iz Tarkova. Korisnik IouTube-a Eroktic objavio je video zapis u kojem optužuje Battlestate Games za propuštanje korisničkih informacija, što je rezultiralo time da Battlestate Games izdaje DMCA na 47 IouTube video snimaka koje je objavio korisnik; od kojih su dva štrajkovala zbog navodnog širenja lažnih informacija, a ostatak zbog širenja "negativnog preljuba".
U intervjuu za 2016. godinu, zaposleni koji radi na programeru igara Pavel Djatlov izjavio je da u igri neće biti žena ili ženskih likova jer: "... žene ne mogu da se izbore sa toliko stresa. Ima mesta samo za istrenirane muškarce na ovom mestu."
Kasnije 2020. godine, programeri su se izvinili za ranije iskazane stavove i umesto toga naveli su razlog za ne dodavanje ženskih likova koji se mogu igrati, jer je „igra igara i što je još važnije, ogromna količina posla koja je potrebna sa animacijama, ugradnjom zupčanika itd.“